# موزه دولتی آجارا
موزه دولتی آجارا (گرجی: აჭარის სახელმწიფო მუზეუმი) یک موزه در شهر باتومی در ناحیه آجارستان کشور گرجستان است.